# Итабира
Итаби́ра (порт. Itabira) — город и муниципалитет в Бразилии, входит в штат Минас-Жерайс. Составная часть мезорегиона Агломерация Белу-Оризонти. Входит в экономико-статистический микрорегион Итабира. Население составляет 107 721 человек на 2006 год. Занимает площадь 1256,496 км², из них
- Город: 42 км²
- Сельская местность: 1212,49 км².

Плотность населения — 85,7 чел./км².
Праздник города — 9 октября.
Именем города названа одна из разновидностей кварцита — итабирит.

## История
Город основан в 1848 году.

## Статистика
- Валовой внутренний продукт на 2006 год составляет 1 538 727 169,00 реалов (данные: Бразильский институт географии и статистики).
- Валовой внутренний продукт на душу населения на 2006 год составляет 14 879,87 реала (данные: Бразильский институт географии и статистики).
- Индекс развития человеческого потенциала на 2000 год составляет 0,800 (данные: Программа развития ООН).

## География
Климат местности: горный тропический. В соответствии с классификацией Кёппена, климат относится к категории Cwa.